# حساب جاری (اقتصاد کلان)

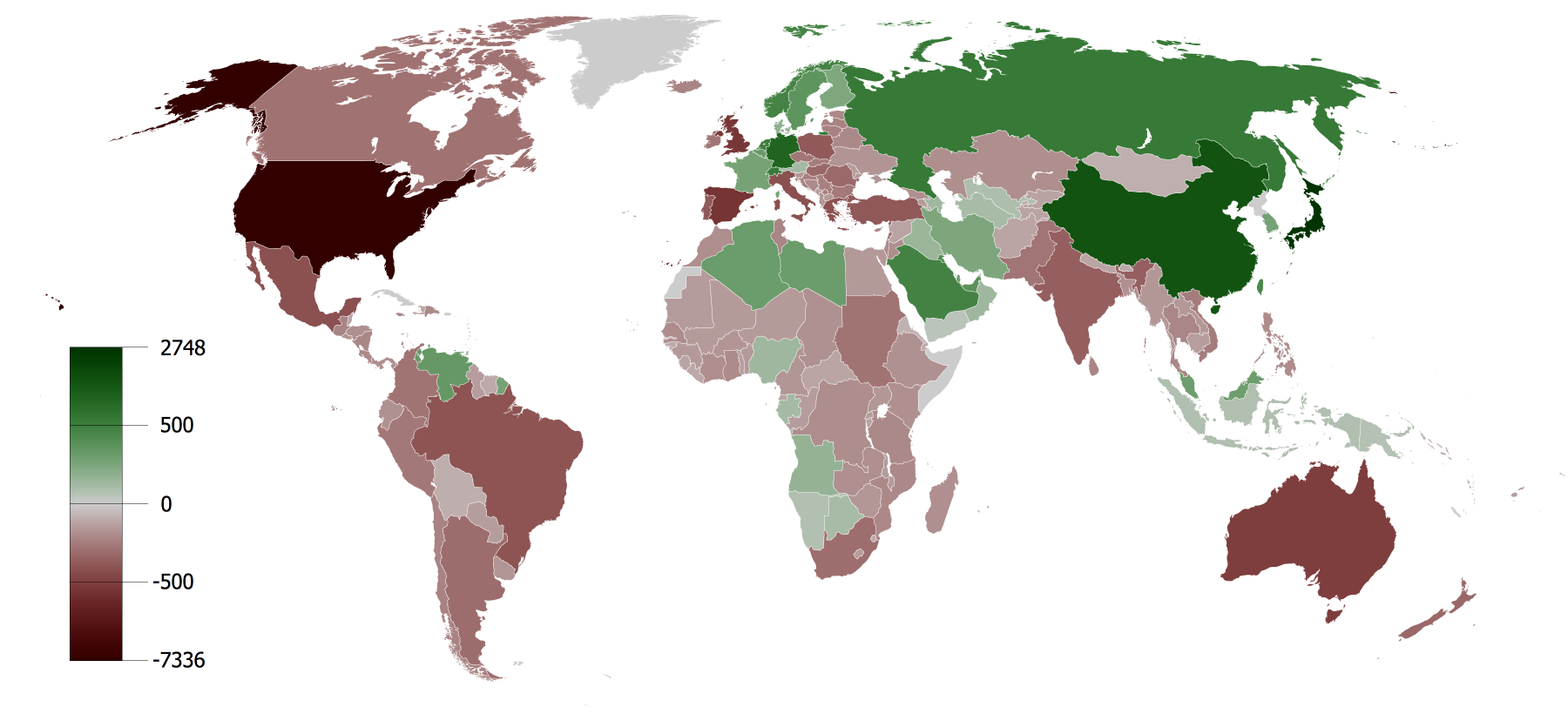
توازن حساب جاری انباشته از ۱۹۸۰ تا ۲۰۰۸ به میلیون دلار (بر پایهٔ داده‌های صندوق بین‌المللی پول)

حساب جاری یک کشور در علم اقتصاد به یکی از دو بخش تراز پرداخت‌های آن گفته می‌شود. بخش دیگر حساب سرمایه نام دارد. حساب جاری مشتمل است بر تراز تجاری، درآمد خالص اولیهٔ (دریافتی‌ها از سرمایه‌گذاری خارجی منهای پرداخت‌ها به سرمایه‌گذاران خارجی) و نقل و انتقال‌های نقدی خالص که در دوره‌ای خاص اتفاق افتاده باشند. توازن حساب جاری یکی از دو جزء مهم تجارت خارجی هر کشور است. جزء دیگر خروج سرمایهٔ خالص نام دارد. مازاد توازن حساب جاری به معنی آن است که ارزش خالص دارایی‌های خارجی در مدت مورد نظر رشد کرده اما کسری توازن حساب جاری نشان از کاهش آن دارد. در این محاسبات پرداخت‌های دولتی و خصوصی محاسبه می‌شوند. از آنجا که کالا و خدمات معمولاً در دورهٔ جاری مصرف می‌شوند، به این حساب، حساب جاری گفته می‌شود.